# Eduard Bello
Eduard Alexander Bello Gil (Cúa, Miranda, 20 de agosto de 1995) es un futbolista venezolano que juega como delantero en Universidad Católica de la Primera División de Chile.

## Trayectoria
Eduard Bello, debutó en Primera División jugando para Yaracuyanos ante Tucanes de Amazonas, donde el encuentro finalizaría 0-2. Desde este encuentro, se convirtió en una pieza fundamental para el resto del torneo de su equipo.

### Carabobo Fútbol Club
En 2014, fichó por el Carabobo. En su primera temporada no fue tomado muy en cuenta, pero con el transcurrir del tiempo, se convirtió en un inamovible del equipo siendo uno de los más queridos de la afición carabobeña. Bello terminaría su estadía en el club granate siendo el 5.º máximo goleador de la institución con 30 goles, y con el cariño de todo un club.

### Club de Deportes Antofagasta
En el año 2018, llegó la primera experiencia internacional, al recalar en el Club de Deportes Antofagasta, equipo de la Primera División de Chile de la ciudad de Antofagasta, firmando un contrato de 4 años hasta 2022, donde realiza una destacada primera campaña siendo el tercer mejor goleador de la historia del club con un total de 32 goles, marcando 13 de ellos en 2018.

### Mazatlán Fútbol Club
En enero de 2022, ficha por el Mazatlán F. C. de la Primera División de México.
Barcelona Sporting Club
En julio de 2024, ficha por el Barcelona S. C. de la LigaPro Ecuabet

### Universidad Católica
El 9 de enero de 2025 se oficializó su préstamo a Universidad Católica por un año. Debutó en febrero contra San Luis de Quillota, donde anotó un gol al minuto 89.

## Selección nacional
Debutó en categorías menores en su país, participando en sudamericanos Sub-20.
El 17 de agosto de 2018 fue convocado para debutar con la Selección de fútbol Venezolana para los partidos amistosos el 7 de septiembre ante Colombia y 11 de septiembre contra Panamá, repartiéndole una asistencia a Salomón Rondón en el partido contra Panamá.
El 1 de octubre de 2020 es convocado nuevamente para disputar la primera doble fecha FIFA de las Eliminatorias Sudamericanas al Mundial Catar 2022. Debutó oficialmente en dichas eliminatorias el 6 de septiembre de 2021 frente a Perú, entrando al minuto 80. Marcó su primer gol con la Vinotinto el 10 de octubre, un golazo de tiro libre que significaría el tanto de la victoria 2 por 1 frente a Ecuador, por las eliminatorias al Mundial de Catar 2022.
El 12 de octubre del 2023 en el marco de las Eliminatorias Sudamericanas hacia el Mundial 2026, marca su segundo gol de Chilena para empatar el partido al minuto 85 frente a Brasil en suelo amazónico, lo que a la postre seria un empate valioso para la Vinotinto.

### Goles internacionales
| Goles con la selección | Goles con la selección | Goles con la selección                         | Goles con la selección | Goles con la selección | Goles con la selección | Goles con la selección                   |
| Gol                    | Fecha                  | Sede                                           | Oponente               | Marcador               | Resultado              | Competencia                              |
| ---------------------- | ---------------------- | ---------------------------------------------- | ---------------------- | ---------------------- | ---------------------- | ---------------------------------------- |
| 1.                     | 10 de octubre de 2021  | Estadio Olímpico de la UCV, Caracas, Venezuela | Ecuador                | 2 – 1                  | 2 – 1                  | Eliminatorias de la Copa Mundial de 2022 |
| 2.                     | 12 de octubre de 2023  | Estadio Arena Pantanal, Cuaibá, Brasil         | Brasil                 | 1 – 1                  | 1 – 1                  | Eliminatorias de la Copa Mundial de 2026 |
| 3.                     | 22 de junio de 2024    | Levi's Stadium, Santa Clara, Estados Unidos    | Ecuador                | 2 – 1                  | 2 – 1                  | Copa América 2024                        |
| 4.                     | 30 de junio de 2024    | Q2 Stadium, Austin, Estados Unidos             | Jamaica                | 0 – 1                  | 0 – 3                  | Copa América 2024                        |

## Estadísticas

### Clubes
| Club                          | Div.          | Temporada     | Liga  | Liga  | Liga   | Copas nacionales | Copas nacionales | Copas nacionales | Torneos internacionales | Torneos internacionales | Torneos internacionales | Total | Total | Total  |
| Club                          | Div.          | Temporada     | Part. | Goles | Asist. | Part.            | Goles            | Asist.           | Part.                   | Goles                   | Asist.                  | Part. | Goles | Asist. |
| ----------------------------- | ------------- | ------------- | ----- | ----- | ------ | ---------------- | ---------------- | ---------------- | ----------------------- | ----------------------- | ----------------------- | ----- | ----- | ------ |
| Yaracuyanos F. C. · Venezuela | 1.ª           | 2013-14       | 20    | 1     | 4      | 4                | 0                | 1                | —                       | —                       | —                       | 24    | 1     | 5      |
| Yaracuyanos F. C. · Venezuela | Total club    | Total club    | 20    | 1     | 4      | 4                | 0                | 1                | 0                       | 0                       | 0                       | 24    | 1     | 5      |
| Carabobo F. C. · Venezuela    | 1.ª           | 2014-15       | 13    | 2     | 2      | 5                | 0                | 1                | —                       | —                       | —                       | 18    | 2     | 3      |
| Carabobo F. C. · Venezuela    | 1.ª           | 2015          | 12    | 2     | 2      | 5                | 3                | 1                | —                       | —                       | —                       | 17    | 5     | 3      |
| Carabobo F. C. · Venezuela    | 1.ª           | 2016          | 34    | 11    | 6      | 2                | 0                | 0                | —                       | —                       | —                       | 36    | 11    | 6      |
| Carabobo F. C. · Venezuela    | 1.ª           | 2017          | 40    | 9     | 10     | 6                | 1                | 0                | 2                       | 0                       | 0                       | 46    | 10    | 10     |
| Carabobo F. C. · Venezuela    | Total club    | Total club    | 99    | 24    | 20     | 18               | 4                | 2                | 2                       | 0                       | 0                       | 119   | 28    | 22     |
| Deportes Antofagasta · Chile  | 1.ª           | 2018          | 26    | 13    | 5      | 1                | 0                | 0                | —                       | —                       | —                       | 27    | 13    | 5      |
| Deportes Antofagasta · Chile  | 1.ª           | 2019          | 21    | 2     | 4      | 2                | 2                | 0                | 2                       | 0                       | 0                       | 25    | 4     | 4      |
| Deportes Antofagasta · Chile  | 1.ª           | 2020          | 30    | 10    | 5      | —                | —                | —                | —                       | —                       | —                       | 30    | 10    | 5      |
| Deportes Antofagasta · Chile  | 1.ª           | 2021          | 24    | 6     | 7      | 2                | 0                | 0                | 2                       | 0                       | 0                       | 28    | 6     | 7      |
| Deportes Antofagasta · Chile  | Total club    | Total club    | 101   | 31    | 21     | 5                | 2                | 0                | 4                       | 0                       | 0                       | 110   | 32    | 21     |
| Mazatlán F. C. · México       | 1.ª           | 2021-22       | 11    | 1     | 1      | —                | —                | —                | —                       | —                       | —                       | 11    | 1     | 1      |
| Mazatlán F. C. · México       | 1.ª           | 2022-23       | 24    | 4     | 1      | —                | —                | —                | —                       | —                       | —                       | 24    | 4     | 1      |
| Mazatlán F. C. · México       | 1.ª           | 2023-24       | 25    | 3     | 1      | —                | —                | —                | 3                       | 1                       | 1                       | 28    | 4     | 2      |
| Mazatlán F. C. · México       | Total club    | Total club    | 60    | 8     | 3      | 0                | 0                | 0                | 3                       | 1                       | 1                       | 63    | 9     | 4      |
| Barcelona S. C. · Ecuador     | 1.ª           | 2024          | 15    | 2     | 1      | —                | —                | —                | —                       | —                       | —                       | 15    | 2     | 1      |
| Barcelona S. C. · Ecuador     | Total club    | Total club    | 15    | 2     | 1      | 0                | 0                | 0                | 0                       | 0                       | 0                       | 15    | 2     | 1      |
| Universidad Católica · Chile  | 1.ª           | 2025          | 11    | 2     | 0      | 4                | 1                | 1                | 1                       | 0                       | 0                       | 15    | 3     | 1      |
| Universidad Católica · Chile  | Total club    | Total club    | 11    | 2     | 0      | 4                | 1                | 1                | 1                       | 0                       | 0                       | 15    | 3     | 1      |
| Total carrera                 | Total carrera | Total carrera | 306   | 68    | 49     | 31               | 7                | 4                | 10                      | 1                       | 1                       | 347   | 76    | 54     |
| 1. 2. 3.                      |               |               |       |       |        |                  |                  |                  |                         |                         |                         |       |       |        |

### Selección
Actualizado de acuerdo al último partido jugado el 10 de septiembre de 2024.
| Selección            | Temporada     | Amistosos | Amistosos | Amistosos | Sudamérica | Sudamérica | Sudamérica | Mundial | Mundial | Mundial | Total | Total | Total  | Media goleadora |
| Selección            | Temporada     | Part.     | Goles     | Asist.    | Part.      | Goles      | Asist.     | Part.   | Goles   | Asist.  | Part. | Goles | Asist. | Media goleadora |
| -------------------- | ------------- | --------- | --------- | --------- | ---------- | ---------- | ---------- | ------- | ------- | ------- | ----- | ----- | ------ | --------------- |
| Absoluta · Venezuela | 2018          | 2         | 0         | 1         | —          | —          | —          | —       | —       | —       | 2     | 0     | 1      | 0               |
| Absoluta · Venezuela | 2021          | —         | —         | —         | 6          | 1          | 1          | —       | —       | —       | 6     | 1     | 1      | 0.17            |
| Absoluta · Venezuela | 2022          | 2         | 0         | 0         | —          | —          | —          | —       | —       | —       | 2     | 0     | 0      | 0               |
| Absoluta · Venezuela | 2023          | 2         | 0         | 1         | 2          | 1          | 0          | —       | —       | —       | 4     | 1     | 1      | 0.25            |
| Absoluta · Venezuela | 2024          | —         | —         | —         | 5          | 2          | 0          | —       | —       | —       | 5     | 2     | 0      | 0.4             |
| Absoluta · Venezuela | Total         | 6         | 0         | 2         | 13         | 4          | 1          | 0       | 0       | 0       | 19    | 4     | 3      | 0.21            |
| Total carrera        | Total carrera | 6         | 0         | 2         | 13         | 4          | 1          | 0       | 0       | 0       | 19    | 4     | 3      | 0.21            |
| 1.                   |               |           |           |           |            |            |            |         |         |         |       |       |        |                 |

## Palmarés

### Distinciones individuales
| Distinción                                                  | Año  |
| ----------------------------------------------------------- | ---- |
| Mejor delantero derecho por Revista El Gráfico Chile - ANFP | 2018 |
| Parte del Equipo Ideal de El Gráfico Chile - ANFP del año   | 2018 |